# Taça de Portugal 1952-1953
La Taça de Portugal 1952-1953 fu la 13ª edizione della Coppa di Portogallo. La squadra vincitrice fu per la settima volta (quarta consecutiva) il Benfica, trionfatore nella finale del 28 giugno 1953 per 5-0 contro il Porto.

## Squadre partecipanti
In questa edizione erano presenti tutte le 14 squadre di Primeira Divisão e il Marítimo come campione di Madera.

### Primeira Divisão

#### 14 squadre
| - Académica - Atlético CP - Barreirense - Belenenses - Benfica | - Boavista - Braga - Covilhã - Estoril Praia - Lusitano | - Porto - Sporting Lisbona - Vitória Guimarães - Vitória Setúbal |

### Altra partecipante
- Marítimo

## Primo turno
|                  | Risultato |                   | Andata | Ritorno | Spareggio     |  |
| ---------------- | --------- | ----------------- | ------ | ------- | ------------- |  |
| Vitória Setúbal  | 5 - 7     | Benfica           | 3 - 2  | 2 - 5   |               |  |
| Sporting Lisbona | 5 - 1     | Académica         | 3 - 0  | 2 - 1   |               |  |
| Covilhã          | 0 - 0     | Atlético CP       | 0 - 0  | 0 - 0   | 1 - 1 / 5 - 1 |  |
| Braga            | 1 - 8     | Lusitano          | 0 - 4  | 1 - 4   |               |  |
| Barreirense      | 3 - 1     | Belenenses        | 2 - 1  | 1 - 0   |               |  |
| Estoril Praia    | 5 - 5     | Vitória Guimarães | 3 - 2  | 2 - 3   | 0 - 1         |  |
| Boavista         | 1 - 6     | Porto             | 1 - 0  | 0 - 6   |               |  |

## Quarti di finale
|                   | Risultato |          | Andata | Ritorno |  |
| ----------------- | --------- | -------- | ------ | ------- |  |
| Vitória Guimarães | 5 - 4     | Covilhã  | 5 - 1  | 0 - 3   |  |
| Sporting Lisbona  | 2 - 2     | Lusitano | 2 - 2  | ? - ?   |  |
| Porto             | 3 - 2     | Marítimo | 0 - 0  | 3 - 2   |  |
| Barreirense       | 0 - 7     | Benfica  | 0 - 1  | 0 - 6   |  |

## Semifinali
|          | Risultato |                   | Andata | Ritorno |  |
| -------- | --------- | ----------------- | ------ | ------- |  |
| Lusitano | 2 - 4     | Porto             | 1 - 4  | 1 - 0   |  |
| Benfica  | 6 - 2     | Vitória Guimarães | 3 - 1  | 3 - 1   |  |

## Finale
| Arbitro: | Evaristo Santos (Setúbal) |

|                                        |           |  |
| Pipi 34’ Arsénio 38’ 68’ 89’ Águas 39’ | Marcatori |  |

| Benfica | Porto |

### Formazioni
| Benfica                  |   |                      |
|                          |   |                      |
| POR                      | 1 | José de Bastos       |
| DIF                      |   | Ângelo Martins       |
| DIF                      |   | Joaquim Fernandes    |
| DIF                      |   | Artur Santos         |
| DIF                      |   | Félix Antunes        |
| CEN                      |   | Rogério Pipi         |
| CEN                      |   | Francisco Moreira () |
| CEN                      |   | Rosário              |
| CEN                      |   | Vieirinha            |
| ATT                      |   | Arsénio Duarte       |
| ATT                      |   | José Águas           |
| Sostituiti:              |   |                      |
| Allenatore:              |   |                      |
| António Ribeiro dos Reis |   |                      |

| Porto               |   |                     |
|                     |   |                     |
| POR                 | 1 | Frederico Barrigana |
| DIF                 |   | Carlos Vieira       |
| DIF                 |   | Virgílio            |
| DIF                 |   | Ângelo Carvalho ()  |
| CEN                 |   | João Correia        |
| CEN                 |   | António Eleutério   |
| CEN                 |   | Pinto Vieira        |
| CEN                 |   | Monteiro da Costa   |
| ATT                 |   | António Teixeira    |
| ATT                 |   | Carlos Duarte       |
| ATT                 |   | José Maria          |
| Sostituiti:         |   |                     |
| Allenatore:         |   |                     |
| Cândido de Oliveira |   |                     |